# Bain-marie
Pour les articles homonymes, voir Marie.

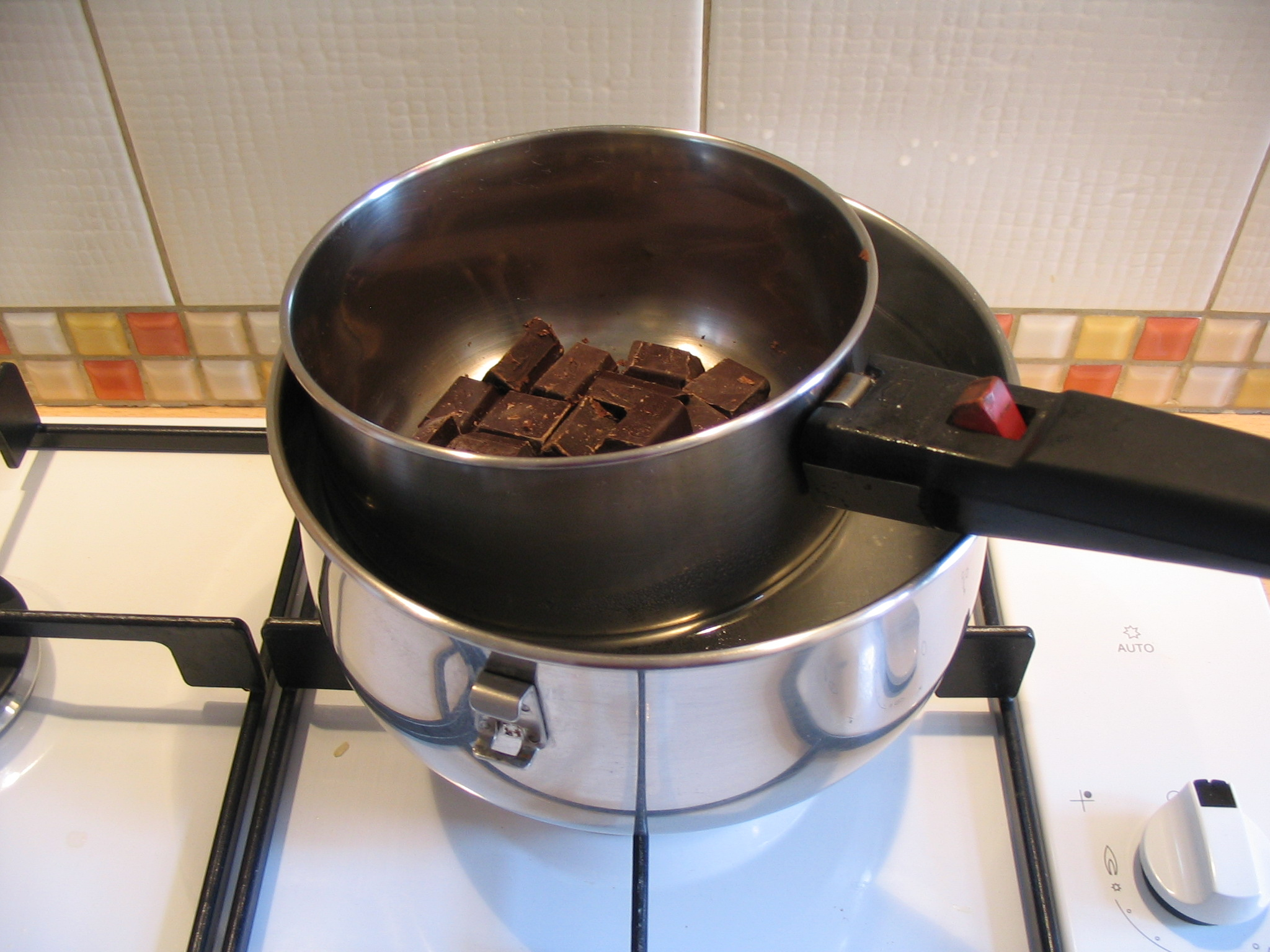
Bain-marie utilisé pour faire fondre du chocolat.

En cuisine, le bain-marie désigne un liquide chaud servant au chauffage d'un récipient contenant un mets ou une préparation à chauffer. Par extension, le bain-marie désigne également le récipient contenant le liquide chaud. On appelle « cuisson au bain-marie » la cuisson utilisant le bain-marie.
Le bain-marie contient un liquide (eau ou huile, par exemple), alors que le récipient au-dessus contient le mets ou la préparation. Cette technique de chauffage présente l'avantage d'éviter un apport de chaleur trop brutal et permet de contrôler le chauffage en évitant à peu près tout risque de calcination, même partielle. L'huile est utilisée lorsqu'il faut atteindre des températures supérieures à 100 °C.
Ce dispositif est également utilisé en chimie, surtout en chimie organique lors de synthèse organique, en biochimie et en biologie moléculaire. Le terme de bain d'eau (ou d'huile) thermostaté est préférable. 🝫 u+1f76b symbole alchimique du bain de marie, balneum mariae (bain-marie) en référence à l’alchimiste Marie la Juive (IIIe siècle av. J.-C.). ⁣

## Histoire
Selon le chimiste allemand Lippmann, le mathématicien et astronome grec du Ve siècle av. J.-C. Hippocrate de Chios et le naturaliste Théophraste du IVe siècle av. J.-C. ont les premiers décrit la technique du bain-marie. On attribue la vulgarisation du bain-marie à Albert le Grand ; ainsi, le nom de « bain-marie » proviendrait du vocabulaire alchimique antique, parlant alors de « bain de Marie » en référence à l'alchimiste Marie la Juive (IIIe siècle av. J.-C.), à qui l'on attribue également l'origine de certains ustensiles de laboratoire et l'emploi de la technique comme outil. La première attestation en latin Balneum Mariae date du début du XIVe siècle, dans le Rosarium attribué à Arnaud de Villeneuve.
Une autre origine de ce terme viendrait du fait qu'autrefois, on faisait certaines préparations culinaires sur un bain d’eau de mer (maris, de la mer), d’où on a dit bain maris, devenu depuis bain-marie.

## Utilisations

### En cuisine
Le bain-marie est utilisé en cuisine pour la cuisson de certains aliments ou préparations fragiles, ainsi que pour maintenir la température acquise.
Usages classiques : 
- fondre du chocolat ;
- création de sauces comme les sauces hollandaise ou béarnaise ;
- cuire une coustarde (ou custard), un type de crème pâtissière anglaise ;
- cuire certains gâteaux au fromage ;
- réchauffer du lait maternel ;
- cuire un sabayon, crème au jaune d'œuf et au marsala, dessert typique de la gastronomie italienne ;
- pour les crèmes caramel.

### En biologie moléculaire
On utilise principalement le bain-marie pour effectuer des dénaturations par exemple. Pour des applications à plus basse température, comme les digestions enzymatiques avec des enzymes de restriction sur l’ADN à 37 °C, par exemple, on utilisera plutôt un bain thermostaté.

### En chimie
Les chimistes utilisent souvent le bain-marie pour chauffer modérément un milieu réactionnel. Le bain-marie permet d'éviter toute destruction de molécules par contact avec la paroi du récipient qui pourrait être chaude si elle était chauffée à la flamme par exemple. Quand il est bouillant, le réglage de la température du bain est reproductible.
Il existe plusieurs variantes du bain-marie comme le bain d'huile qui permet de chauffer plus haut que 100 °C (par exemple 200 °C pour une huile au silicone). Pour des températures encore plus élevées, une technique qui n'est plus guère utilisée était le bain métallique (fondu) chauffé à la flamme. Le bain de sable lui est maintenant préféré, car moins toxique et moins dangereux. C'est un bac métallique chauffé électriquement qui permet d'atteindre 400 °C. Son inconvénient est sa lenteur d'utilisation et l'hétérogénéité de sa température.